# Іві Адаму
Іві Адаму (грец. Ήβη Αδάμου; нар. 24 листопада 1993 року, Ая-Напа, Кіпр) — кіпріотська співачка, що здобула популярність в Греції та на Кіпрі після участі у другому сезоні талант-шоу «The X Factor», де вийшла у фінал. 2012 року представляла Кіпр на пісенному конкурсі Євробачення 2012, що відбулося в Баку.

## Біографія
Іві народилася 1993 року в місті Ая-Напа на півночі Кіпру. 
У 2009—2010 роках співачка брала участь у грецькому варіанті популярного конкурсу «The X Factor», де пройшла у фінал і посіла шосте місце. Після участі в «Ікс-Факторі» Адаму підписала контракт зі звукозаписним лейблом Sony, із яким випустила свій дебютний extended play-альбом «Καλοκαίρι στην Καρδιά», що отримав статус золотого в Греції. Через деякий час вона випустила другий EP «Χριστούγεννα με την Ήβη Αδάμου». Повноформатний альбом «Σαν ενα Όνειρο» випущений нею тільки наступного 2011 року.
4 серпня 2011 після перемоги на конкурсі «Perfomance» співачка отримала можливість представити Кіпр на черговому музичному конкурсі пісні «Євробачення» в Баку. Конкурсна композиція була обрана 25 січня 2012 — нею стала «La La Love», яка була виконана в першому півфіналі (сьоме місце). У фіналі співачка посіла 16-те місце.

## Дискографія

### Альбоми
- Σαν ενα Όνειρο (2011)

### EP
- Καλοκαίρι στην Καρδιά (2010)
- Χριστούγεννα με την Ήβη Αδάμου (2010)

### Сингли

#### Α.Γ.Α.Π.Η (2010)
- Кліп
- Виконання на шоу X-FACTOR 2